# اچ‌ام‌اس موتین (جی۲۲۷)
اچ‌ام‌اس موتین (جی۲۲۷) (به انگلیسی: HMS Mutine (J227)) یک کشتی بود که طول آن ۲۲۵ فوت (۶۹ متر) بود. این کشتی در سال ۱۹۴۲ ساخته شد.